# Sud Aviation Caravelle
Il Sud Aviation Caravelle è stato un aereo a reazione per il medio-corto raggio di fabbricazione francese.

## Storia

### Sviluppo
Dopo il termine della seconda guerra mondiale, tutte le grandi imprese aeronautiche francesi pensarono di produrre un aereo a reazione.
L'occasione arrivò nel 1951, quando il Governo francese decise di promuovere la costruzione del primo aereo a reazione del Paese. Lo Stato chiese un velivolo con un'autonomia di 2.000 km e una capacità di 60 posti. Poiché non si disponeva ancora di motori abbastanza potenti, si pensò di sviluppare un trimotore. Solo con l'arrivo del motore turbogetto Rolls-Royce Avon si passò al bimotore. La britannica de Havilland concesse alla Sud-Est Aviation di accedere alle informazioni sul suo DH.106 Comet e il nuovo aereo fu dotato di un muso e una cabina di comando identici a quelli del velivolo britannico. Inoltre la società fece una scelta rivoluzionaria: mise i motori in coda, in modo da ridurre i rischi d'incendio e diminuire l'inquinamento acustico in cabina.
Il primo prototipo venne portato in volo per la prima volta nel 1955 grazie alla SAS, che effettuò il test, e il trasporto passeggeri iniziò nel 1958. Le prospettive erano incoraggianti: era l'unico jet disponibile per il medio raggio e la sua linea piaceva molto ai passeggeri. Nel frattempo Sud-Est Aviation e Sud-Ouest Aviation si erano unite nella Sud Aviation.
Particolarmente apprezzata era anche l'insonorizzazione della cabina: si diceva che un bisbiglio a poppa potesse essere avvertito a prua. Altra caratteristica peculiare dell'aereo erano i finestrini triangolari, strana soluzione adottata per alleggerire gli sforzi della fusoliera alle alte velocità, poi sostituita dai più convenzionali finestrini ellittici o rotondi.
I primi 20 esemplari di Caravelle I furono acquistati dall'Air France (10), dalla SAS (6), dall'Air Algérie (2) e dalla VARIG (2); mentre il primo esemplare di Caravelle III entrò in servizio con la Società Aerea Mediterranea nell'aprile del 1960 e il secondo con l'Alitalia - Linee Aeree Italiane nel maggio del 1960. Nel 1961 la United Airlines ordinò 20 Caravelle VIR. La Douglas, pur di contrastare il Boeing 727, tentò di produrre il Caravelle su licenza, riuscendo solo a commercializzarlo dal 1962.
Tuttavia le linee aeree americane avevano bisogno di jet per le rotte più brevi e il velivolo francese era troppo dispendioso. Perciò, con l'arrivo del BAC One-Eleven, del DC-9 e del diffusissimo Boeing 737, il Caravelle fu definitivamente estromesso e l'Aérospatiale, che si era costituita dalla riunione tra Sud e Nord Aviation, chiuse la produzione nel 1970. Nonostante tutto, il velivolo impose una influente linea progettuale che continua ancora oggi con i velivoli della serie MD-80.

## Versioni
| Anno                                                                                       | Variante                                                                                   | Aerei1                                                                                     | Metri                                                                                      | Motori                                                                                     | Pass.                                                                                      | Note | Aerei2 |
| ------------------------------------------------------------------------------------------ | ------------------------------------------------------------------------------------------ | ------------------------------------------------------------------------------------------ | ------------------------------------------------------------------------------------------ | ------------------------------------------------------------------------------------------ | ------------------------------------------------------------------------------------------ | --- | ------ |
| -                                                                                          | Caravelle SE210                                                                            | 2                                                                                          | 32,01                                                                                      | RA-29 Mk.522                                                                               | -                                                                                          | 2 prototipi con motori turbogetto Rolls-Royce                                                                                              | 2      |
| 1958                                                                                       | Caravelle I                                                                                | 20                                                                                         | 32,01                                                                                      | RA-29 Mk.522                                                                               | 80                                                                                         | i primi 20 esemplari di serie | 1      |
| 1960                                                                                       | Caravelle IA                                                                               | 12                                                                                         | 32,01                                                                                      | RA-29 Mk.522A                                                                              | 80                                                                                         | Caravelle I con motori aggiornati | 0      |
| 1959                                                                                       | Caravelle III                                                                              | 78                                                                                         | 32,01                                                                                      | RA-29 Mk.527 e 527B                                                                        | 80                                                                                         | 31 Caravelle I/IA sono stati aggiornati a III (3 Caravelle III saranno aggiornati a VI-N)                                                  | 106    |
| 1960                                                                                       | Caravelle VI-N                                                                             | 53                                                                                         | 32,01                                                                                      | RA-29 Mk.531 e 531B                                                                        | 80                                                                                         | con un sistema di soppressione del rumore, 3 Caravelle III sono stati aggiornati a VI-N                                                    | 56     |
| 1961                                                                                       | Caravelle VI-R                                                                             | 56                                                                                         | 32.01                                                                                      | RA-29 Mk.533R                                                                              | 80                                                                                         | con gli invertitori di spinta e un nuovo cockpit                                                                                           | 56     |
| -                                                                                          | Caravelle VII                                                                              | -                                                                                          | 32,01                                                                                      | GE CJ805-23                                                                                | -                                                                                          | ipotesi di un Caravelle III con motori turbofan GE Aviation                                                                                | -      |
| 1962                                                                                       | Caravelle 10A                                                                              | 1                                                                                          | 33,01                                                                                      | GE CJ805-23                                                                                | 105                                                                                        | 1 esemplare basato sul Caravelle VII con motori turbofan GE Aviation                                                                       | 1      |
| 1964                                                                                       | Caravelle 10B                                                                              | 22                                                                                         | 33,01                                                                                      | P&W JT8D-7                                                                                 | 105                                                                                        | basati sul Caravelle 10A, con carenatura di raccordo del bordo di entrata e con nuovi motori turbofan Pratt & Whitney                      | 22     |
| 1965                                                                                       | Caravelle 10R                                                                              | 20                                                                                         | 32,01                                                                                      | P&W JT8D-7                                                                                 | 80                                                                                         | basati sul Caravelle VI con i motori P&W JT8D-7                                                                                            | 20     |
| 1967                                                                                       | Caravelle 11R                                                                              | 6                                                                                          | 32,71                                                                                      | P&W JT8D-7                                                                                 | 89-99                                                                                      | versione combi passeggeri e cargo (2 acquistati dalla Air Afrique, 2 dalla Air Congo e 2 dalla Transeuropa)                                | 6      |
| 1970                                                                                       | Caravelle 12                                                                               | 12                                                                                         | 36,24                                                                                      | P&W JT8D-9                                                                                 | 140                                                                                        | gli ultimi 12 esemplari prodotti, con motori turbofan Pratt & Whitney aggiornati (7 acquistati dalla Sterling Airlines e 5 dall'Air Inter) | 12     |
| 1 aerei per versione prodotti inizialmente 2 aerei per versione a seguito di riconversioni | 1 aerei per versione prodotti inizialmente 2 aerei per versione a seguito di riconversioni | 1 aerei per versione prodotti inizialmente 2 aerei per versione a seguito di riconversioni | 1 aerei per versione prodotti inizialmente 2 aerei per versione a seguito di riconversioni | 1 aerei per versione prodotti inizialmente 2 aerei per versione a seguito di riconversioni | 1 aerei per versione prodotti inizialmente 2 aerei per versione a seguito di riconversioni | Totale | 282    |

### Caratteristiche tecniche

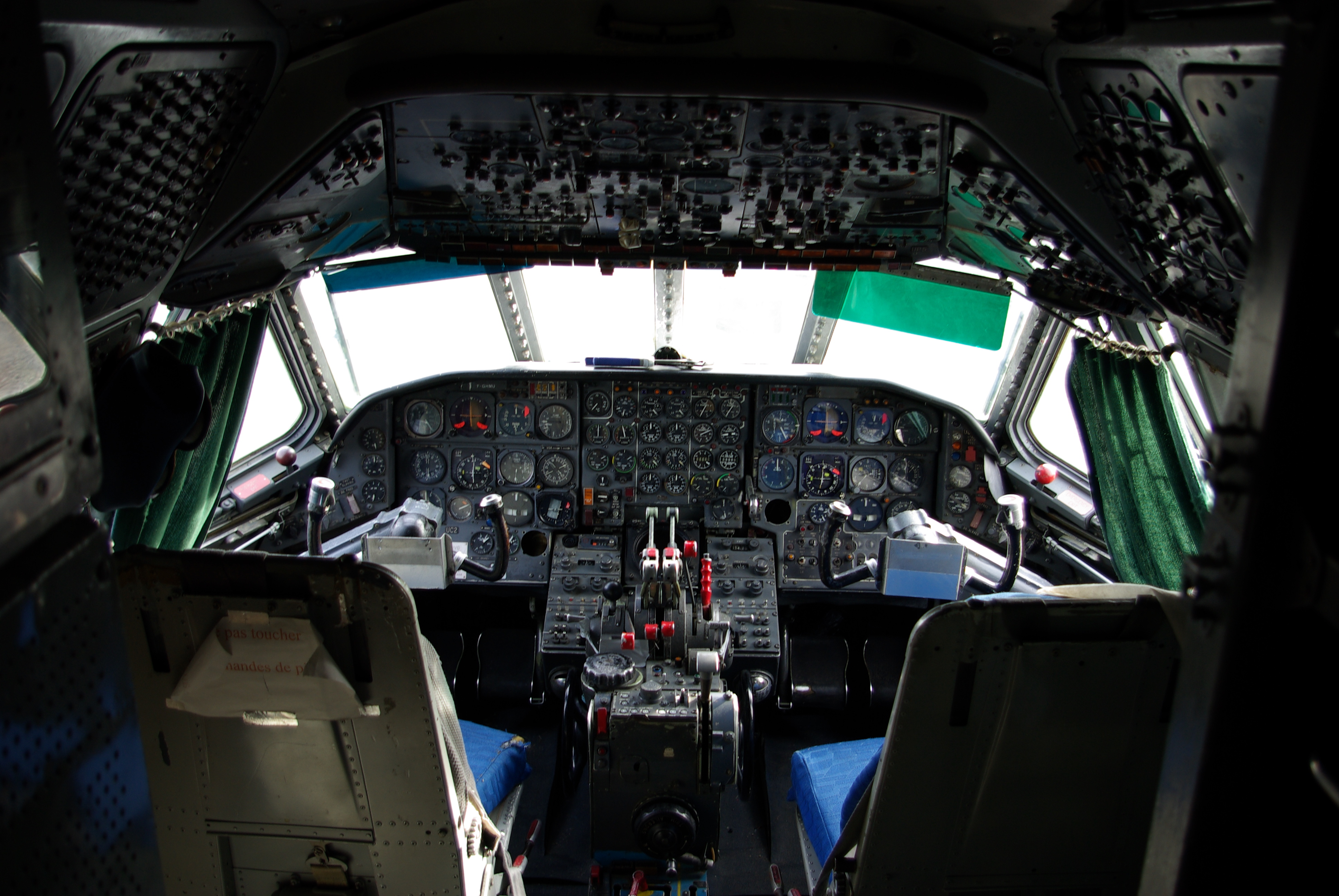
Cabina di Pilotaggio di un Caravelle

| Versione         | III            | VI-N           | VI-R            | 10R        | 11R        | 10B        | 12         |
| ---------------- | -------------- | -------------- | --------------- | ---------- | ---------- | ---------- | ---------- |
| Equipaggio       | 3              | 3              | 3               | 3          | 3          | 3          | 3          |
| Passeggeri       | 80             | 80             | 80              | 80         | 89-99      | 105        | 140        |
| Lunghezza        | 31,01 m        | 31,01 m        | 31,01 m         | 31,01 m    | 32,71 m    | 33,01 m    | 36,24 m    |
| Apertura alare   | 34,3 m         | 34,3 m         | 34,3 m          | 34,3 m     | 34,3 m     | 34,3 m     | 34,3 m     |
| Altezza          | 8,72 m         | 8,72 m         | 8,72 m          | 8,72 m     | 8,72 m     | 8,72 m     | 9, 02 m    |
| Superficie alare | 146,7 m²       | 146,7 m²       | 146,7 m²        | 146,7 m²   | 146,7 m²   | 146,7 m²   | 146,7 m²   |
| Massa a vuoto    | 22,2 t         | 24,9 t         | 26,3 t          | 26,7 t     | 28,8 t     | 28,8 t     | 29,5 t     |
| Carico utile     | 8,4 t          | 7,9 t          | 8,2 t           | 9,1 t      | 9,4 t      | 9,4 t      | .          |
| MTOW             | 46 t           | 48 t           | 50 t            | 52 t       | 52 t       | 52 t       | 58 t       |
| Velocità         | 805 km/h       | 845 km/h       | 845 km/h        | 800 km/h   | 800 km/h   | 800 km/h   | 800 km/h   |
| Autonomia        | 1.700 km       | 2.350 km       | 2.300 km        | 2.300 km   | 2.300 km   | 3.455 km   | 3.465 km   |
| Motori           | RR Avon Mk-527 | RR Avon Mk-531 | RR Avon Mk-533R | P&W JT8D-7 | P&W JT8D-7 | P&W JT8D-7 | P&W JT8D-9 |
| Plafond          | 12.000 m       | 12.000 m       | 12.000 m        | 12.000 m   | 12.000 m   | 12.000 m   | 12.000 m   |

## Utilizzatori

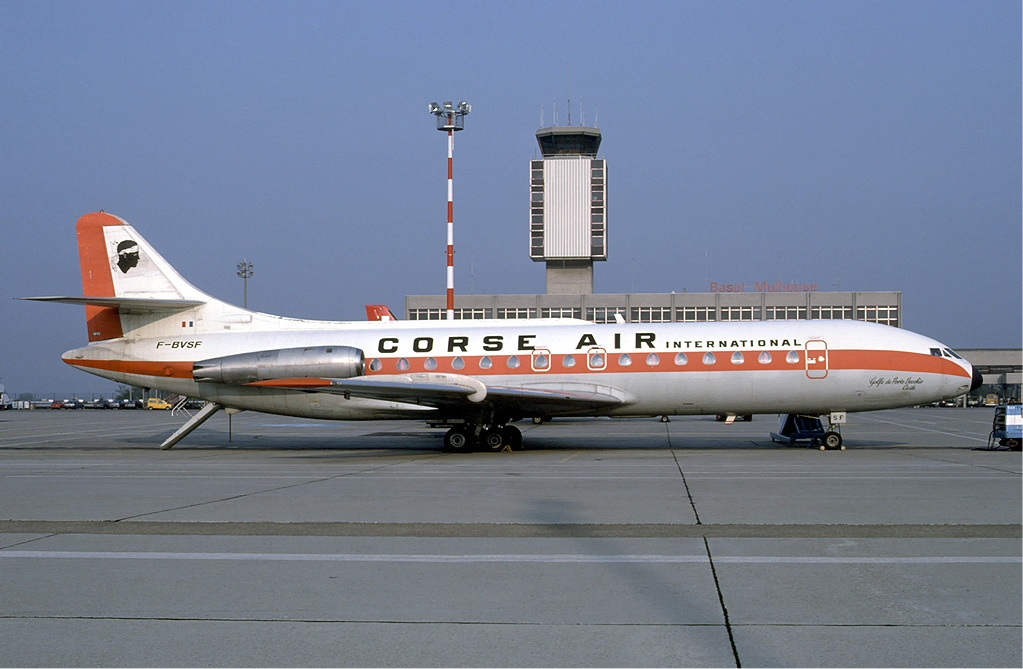
Un Caravelle della Corse Air

### Civili
Algeria
- Air Algérie

 Germania Ovest
- Aerolloyd
- LTU
- Lufthansa
- Special Air Transport

 Argentina
- Aerolíneas Argentinas

 Austria
- Austrian Airlines

 Belgio

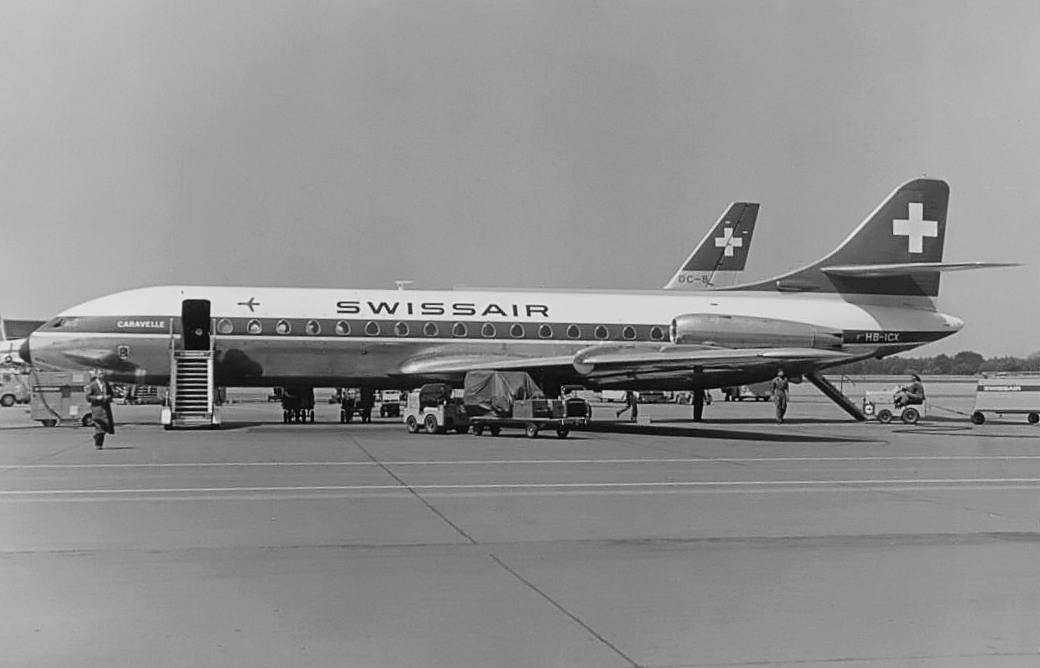
Caravelle III in livrea Swissair.

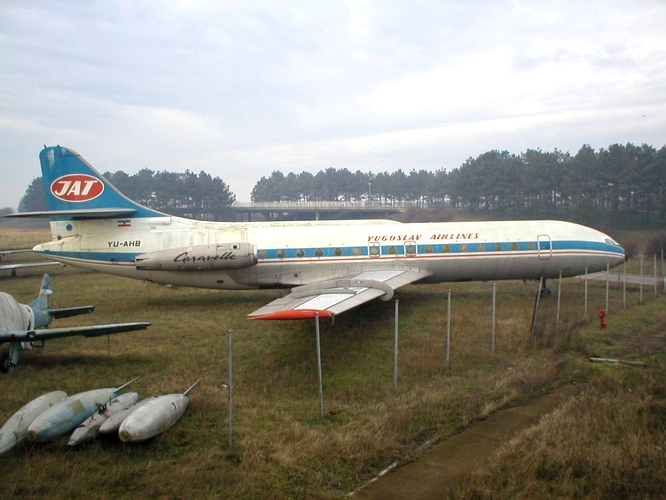
Caravelle della Jat Airways esposto al Museo dell'aeronautica (Belgrado).

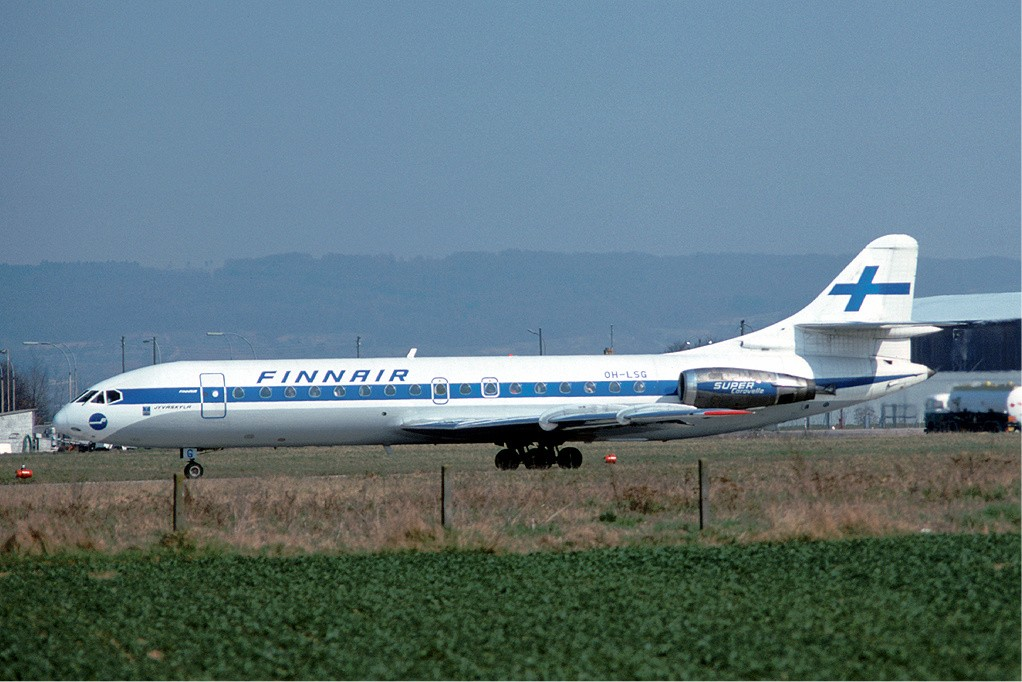
Un Caravelle della Finnair.

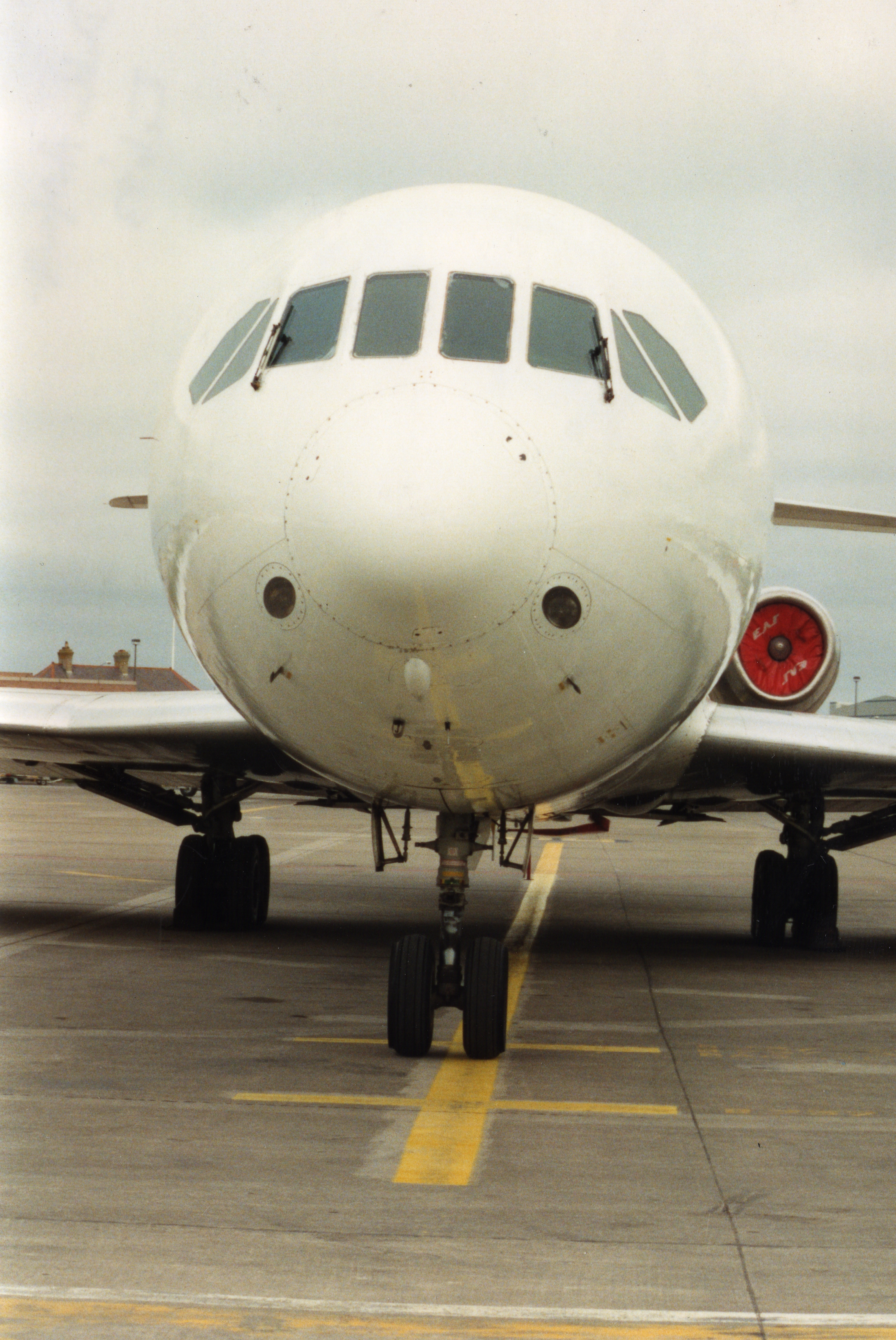
Parte anteriore del Caravelle

- Belgian International Air Services
- Sabena
- Sobelair

 Brasile
- Cruzeiro do Sul
- Panair do Brasil
- VARIG

 Burundi
- Air Burundi

 Cambogia
- Air Cambodge

 Rep. Centrafricana
- Air Centrafrique

 Cile
- Lan Chile

 Costa d'Avorio
- Air Afrique

 Colombia
- Aerosucre
- Aerotal Colombia
- Aerocesar Colombia
- Líneas Aéreas Suramericanas

 RD del Congo
- Air Congo
- Transair Cargo
- Waltair (dernier exploitant)

 Danimarca
- Alisardia
- Aviaction
- Sterling Airways

 Egitto
- Egyptair

 Ecuador
- SAETA
- SAN Ecuador

 Spagna
- Aviaco
- Iberia Airlines
- TAE
- Transeuropa

 Stati Uniti
- Airborne Express
- Midwest Air Charter
- United Airlines

 Finlandia
- Finnair
- Kar-Air

 Francia
- Aerotour
- Air Charter International
- Air France (primo utilizzatore)
- Air Inter
- Air Provence
- Catair
- Corse Air
- Euralair
- Europe Aero Service
- Minerve
- Trans-Union
- UTA

 Gabon
- Air Gabon

 India
- Indian Airlines
- Pushpaka

 Italia
- Aerolinee Itavia
- Alitalia
- Altair
- Società Aerea Mediterranea

 Giordania
- Alia

 Laos
- Royal Air Lao

 Libano
- Middle East Airlines

 Libia
- Kingdom of Libya Airlines

 Lussemburgo
- Luxair

 Mali
- Air Mali

 Marocco
- Royal Air Maroc

 Martinica
- Air Martinique

 Nuova Caledonia
- Air Caledonie International

 Paesi Bassi
- Transavia

 Filippine
- Filipinas Orient Airways
- Sterling Philippines Airways
- Transasian Airways

 Portogallo
- TAP Portugal

 Svezia,  Danimarca &  Norvegia
- Scandinavian Airlines System

 Svizzera
- Balair
- CTA
- SATA
- Swissair
- Air City

 Siria
- Syrian Arab Airlines

 Taiwan
- China Airlines
- Far Eastern Air Transport

 Thailandia
- Thai Airways International

 Tunisia
- Tunisair

 Venezuela
- Avensa
- VIASA

 Vietnam
- Air Vietnam

 Jugoslavia
- Inex Adria Avopromet
- Yugoslav Airlines

 Zaire
- Affro Cargo
- Air Zaire

### Militari
- Algeria
- Argentina
- Francia
- Gabon
- Messico
- Ruanda
- Svezia

## Incidenti
| Modello                            | Distrutti | Incidenti | Ultimo incidente  | Fonte                                                                                        |
| ---------------------------------- | --------- | --------- | ----------------- | -------------------------------------------------------------------------------------------- |
| SE-210 Caravelle I                 | 1         | 1         | 19 gennaio 1960   | Sud Aviation SE-210 Caravelle, su aviation-safety.net, ASN. URL consultato l'11 luglio 2011. |
| SE-210 Caravelle IA                | 0         | 2         | 21 gennaio 1968   | Sud Aviation SE-210 Caravelle, su aviation-safety.net, ASN. URL consultato l'11 luglio 2011. |
| SE-210 Caravelle III               | 22        | 22        | 14 aprile 2000    | Sud Aviation SE-210 Caravelle, su aviation-safety.net, ASN. URL consultato l'11 luglio 2011. |
| SE-210 Caravelle IVN               | 15        | 16        | 9 ottobre 1985    | Sud Aviation SE-210 Caravelle, su aviation-safety.net, ASN. URL consultato l'11 luglio 2011. |
| SE-210 Caravelle IVR               | 12        | 13        | 29 aprile 1983    | Sud Aviation SE-210 Caravelle, su aviation-safety.net, ASN. URL consultato l'11 luglio 2011. |
| SE-210 Caravelle 10B3              | 5         | 5         | 4 novembre 1995   | Sud Aviation SE-210 Caravelle, su aviation-safety.net, ASN. URL consultato l'11 luglio 2011. |
| SE-210 Caravelle 10R               | 6         | 6         | 31 gennaio 2001   | Sud Aviation SE-210 Caravelle, su aviation-safety.net, ASN. URL consultato l'11 luglio 2011. |
| SE-210 Caravelle 11R               | 4         | 4         | 28 agosto 2004    | Sud Aviation SE-210 Caravelle, su aviation-safety.net, ASN. URL consultato l'11 luglio 2011. |
| SE-210 Caravelle (non specificato) | 0         | 13        | 30 settembre 1978 | Sud Aviation SE-210 Caravelle, su aviation-safety.net, ASN. URL consultato l'11 luglio 2011. |
| SE-210 Caravelle (tutti)           | 65        | 82        | 28 agosto 2004    | Sud Aviation SE-210 Caravelle, su aviation-safety.net, ASN. URL consultato l'11 luglio 2011. |

L'11 settembre 1968, al largo di Cap d'Antibes, il Caravelle marche F-BOHB della compagnia aerea Air France, volo Air France 1611, che stava percorrendo la rotta Ajaccio-Nizza incorse in un grave incidente quando era in fase di discesa; a causa di un violento incendio propagatosi nella struttura, il velivolo precipitò in mare uccidendo tutte le 95 persone a bordo tra passeggeri e membri dell'equipaggio. I servizi segreti militari francesi ipotizzarono che il velivolo fosse stato colpito da un missile.

## Curiosità
- Charles de Gaulle, Presidente della Repubblica Francese, utilizzò il Caravelle per i suoi viaggi ufficiali del 1958.
- Un Caravelle dell'Air France compì un volo planato Digione-Parigi nel 1960.
- Un Caravelle, completo di cabina di pilotaggio intatta e restaurato, è in uso come ristorante in Abruzzo vicino Sant'Egidio alla Vibrata.
- Un Caravelle (Mod. I-DABT) semi-completo (manca l'ala sinistra), è adibito a uffici, presso il parcheggio del locale per eventi "La casa dei gelsi", sito a Cusinati di Rosà (Bassano del Grappa), in Veneto.
- Un Caravelle (Mod. I-DABM), completo, è parcheggiato a Fontanafredda (PN). Il progetto iniziale prevedeva che fosse utilizzato come gelateria. Progetto sfumato a causa dell'USL che non ha rilasciato il relativo permesso.[9]

## Velivoli comparabili
Regno Unito
- BAC One-Eleven

 Unione Sovietica
- Tupolev Tu-134

 Stati Uniti
- Douglas DC-9
- MD-80/MD-90